# Łyżwiarstwo szybkie na Zimowych Igrzyskach Olimpijskich 2010
Zawody w łyżwiarstwie szybkim na Zimowych Igrzyskach Olimpijskich 2010 odbywały się w dniach 13 – 27 lutego 2010 roku. Łyżwiarze szybcy po raz dwudziesty pierwszy rywalizowali o medale igrzysk olimpijskich.
Zawodnicy i zawodniczki walczyli w sześciu konkurencjach: mężczyźni w biegu na 500 m, 1000 m, 1500 m, 5000 m, 10 000 m i drużynowo, natomiast kobiety w biegu na 500 m, 1000 m, 1500 m, 3000 m, 5000 m oraz drużynowo. Łącznie rozdanych zostało dwanaście kompletów medali. Zawody odbywały się na torze Richmond Olympic Oval.

## Terminarz
| Data           | Godzina                 | Miejscowość | Konkurencja             | Złoto             | Srebro               | Brąz                |
| -------------- | ----------------------- | ----------- | ----------------------- | ----------------- | -------------------- | ------------------- |
| 13 lutego 2010 | 12:00 UTC-9 / 21:00 CET | Vancouver   | 5000 m mężczyzn         | Sven Kramer       | Lee Seung-hoon       | Iwan Skobriew       |
| 14 lutego 2010 | 13:00 UTC-9 / 22:00 CET | Vancouver   | 3000 m kobiet           | Martina Sáblíková | Stephanie Beckert    | Kristina Groves     |
| 15 lutego 2010 | 13:00 UTC-9 / 22:00 CET | Vancouver   | 500 m mężczyzn          | Mo Tae-bum        | Kei'ichirō Nagashima | Jōji Katō           |
| 16 lutego 2010 | 13:00 UTC-9 / 22:00 CET | Vancouver   | 500 m kobiet            | Lee Sang-hwa      | Jenny Wolf           | Wang Beixing        |
| 17 lutego 2010 | 13:00 UTC-9 / 22:00 CET | Vancouver   | 1000 m mężczyzn         | Shani Davis       | Mo Tae-bum           | Chad Hedrick        |
| 18 lutego 2010 | 13:00 UTC-9 / 22:00 CET | Vancouver   | 1000 m kobiet           | Christine Nesbitt | Annette Gerritsen    | Laurine van Riessen |
| 20 lutego 2010 | 13:00 UTC-9 / 22:00 CET | Vancouver   | 1500 m mężczyzn         | Mark Tuitert      | Shani Davis          | Håvard Bøkko        |
| 21 lutego 2010 | 13:00 UTC-9 / 22:00 CET | Vancouver   | 1500 m kobiet           | Ireen Wüst        | Kristina Groves      | Martina Sáblíková   |
| 23 lutego 2010 | 11:00 UTC-9 / 20:00 CET | Vancouver   | 10 000 m mężczyzn       | Lee Seung-hoon    | Iwan Skobriew        | Bob de Jong         |
| 24 lutego 2010 | 13:00 UTC-9 / 22:00 CET | Vancouver   | 5000 m kobiet           | Martina Sáblíková | Stephanie Beckert    | Clara Hughes        |
| 27 lutego 2010 | 12:30 UTC-9 / 21:30 CET | Vancouver   | Bieg drużynowy kobiet   | Niemcy            | Japonia              | Polska              |
| 27 lutego 2010 | 12:30 UTC-9 / 21:30 CET | Vancouver   | Bieg drużynowy mężczyzn | Kanada            | Stany Zjednoczone    | Holandia            |

## Wyniki

### Kobiety

#### 3000 m[7]
| Pozycja | Zawodniczka            | Narodowość        | Czas    | Strata |
| ------- | ---------------------- | ----------------- | ------- | ------ |
|         | Martina Sáblíková      | Czechy            | 4:02,53 |        |
|         | Stephanie Beckert      | Niemcy            | 4:04,62 | +2,09  |
|         | Kristina Groves        | Kanada            | 4:04,84 | +2,31  |
| 4.      | Daniela Anschütz-Thoms | Niemcy            | 4:04,87 | +2,34  |
| 5.      | Clara Hughes           | Kanada            | 4:06,01 | +3,48  |
| 6.      | Masako Hozumi          | Japonia           | 4:07,36 | +4,83  |
| 7.      | Ireen Wüst             | Holandia          | 4:08,09 | +5,56  |
| 8.      | Maren Haugli           | Norwegia          | 4:10,01 | +7,48  |
| 9.      | Nancy Swider-Peltz Jr. | Stany Zjednoczone | 4:11,16 | +8,63  |
| 10.     | Renate Groenewold      | Holandia          | 4:11,25 | +8,72  |

#### 500 m[8]
| Pozycja | Zawodniczka        | Narodowość        | Czas    | Strata |
| ------- | ------------------ | ----------------- | ------- | ------ |
|         | Lee Sang-hwa       | Korea Południowa  | 1:16,09 |        |
|         | Jenny Wolf         | Niemcy            | 1:16,14 | +0,05  |
|         | Wang Beixing       |                   | 1:16,63 | +0,54  |
| 4.      | Margot Boer        | Holandia          | 1:16,63 | +0,78  |
| 5.      | Sayuri Yoshii      | Japonia           | 1:16,99 | +0,90  |
| 6.      | Heather Richardson | Stany Zjednoczone | 1:17,17 | +1,08  |
| 7.      | Zhang Shuang       |                   | 1:17,33 | +1,24  |
| 8.      | Jin Peiyu          |                   | 1:17,45 | +1,36  |
| 9.      | Ko Hyon-Suk        | Korea Północna    | 1:17,47 | +1,38  |
| 10.     | Christine Nesbitt  | Kanada            | 1:17,57 | +1,48  |

#### 1000 m[9]
| Pozycja | Zawodniczka         | Narodowość        | Czas    | Strata |
| ------- | ------------------- | ----------------- | ------- | ------ |
|         | Christine Nesbitt   | Kanada            | 1:16,56 |        |
|         | Annette Gerritsen   | Holandia          | 1:16,58 | +0,02  |
|         | Laurine van Riessen | Holandia          | 1:16,72 | +0,16  |
| 4.      | Kristina Groves     | Kanada            | 1:16,78 | +0,22  |
| 5.      | Nao Kodaira         | Japonia           | 1:16,80 | +0,24  |
| 6.      | Margot Boer         | Holandia          | 1:16,94 | +0,38  |
| 7.      | Jennifer Rodriguez  | Stany Zjednoczone | 1:17,08 | +0,52  |
| 8.      | Ireen Wüst          | Holandia          | 1:17,28 | +0,72  |
| 9.      | Heather Richardson  | Stany Zjednoczone | 1:17,37 | +0,81  |
| 10.     | Hege Bokko          | Norwegia          | 1:17,43 | +0,87  |

#### 1500 m[10]
| Pozycja | Zawodniczka            | Narodowość | Czas    | Strata |
| ------- | ---------------------- | ---------- | ------- | ------ |
|         | Ireen Wüst             | Holandia   | 1:56,89 |        |
|         | Kristina Groves        | Kanada     | 1:57,14 | +0,25  |
|         | Martina Sáblíková      | Czechy     | 1:57,96 | +1,07  |
| 4.      | Margot Boer            | Holandia   | 1:58,10 | +1,21  |
| 5.      | Nao Kodaira            | Japonia    | 1:58,20 | +1,31  |
| 6.      | Christine Nesbitt      | Kanada     | 1:58,33 | +1,44  |
| 7.      | Annette Gerritsen      | Holandia   | 1:58,46 | +1,57  |
| 8.      | Jekatierina Szychowa   | Rosja      | 1:58,54 | +1,65  |
| 9.      | Anni Friesinger-Postma | Niemcy     | 1:58,67 | +1,78  |
| 10.     | Daniela Anschütz-Thoms | Niemcy     | 1:58,85 | +1,96  |

#### 5000 m[11]
| Pozycja | Zawodniczka            | Narodowość        | Czas    | Strata |
| ------- | ---------------------- | ----------------- | ------- | ------ |
|         | Martina Sáblíková      | Czechy            | 6:50,91 |        |
|         | Stephanie Beckert      | Niemcy            | 6:51,39 | +0,48  |
|         | Clara Hughes           | Kanada            | 6:55,73 | +4,82  |
| 4.      | Daniela Anschütz-Thoms | Niemcy            | 6:58,64 | +7,73  |
| 5.      | Maren Haugli           | Norwegia          | 7:02,19 | +11,28 |
| 6.      | Kristina Groves        | Kanada            | 7:04,57 | +13,66 |
| 7.      | Masako Hozumi          | Japonia           | 7:04,96 | +14,05 |
| 8.      | Jilleanne Rookard      | Stany Zjednoczone | 7:07,48 | +16,57 |
| 9.      | Shiho Ishizawa         | Japonia           | 7:12,23 | +21,32 |
| 10.     | Jorien Voorhuis        | Holandia          | 7:13,27 | +22,36 |

#### Bieg drużynowy[12]
| Pozycja | Zawodniczki                                                          | Narodowość        | Czas    | Strata |
| ------- | -------------------------------------------------------------------- | ----------------- | ------- | ------ |
| Finał A |                                                                      |                   |         |        |
|         | D. Anschütz-Thoms, S. Beckert, K. Mattscherodt, A. Friesinger-Postma | Niemcy            | 3:02,82 |        |
|         | M. Hozumi, N. Kodaira, M. Tabata                                     | Japonia           | 3:02,84 | +0,02  |
| Finał B |                                                                      |                   |         |        |
|         | K. Bachleda-Curuś, K. Woźniak, L. Złotkowska                         | Polska            | 3:03,73 |        |
| 4.      | C. Raney-Norman, J. Rodriguez, J. Rookard, N. Swider-Peltz           | Stany Zjednoczone | 3:05,29 | +1,56  |
| Finał C |                                                                      |                   |         |        |
| 5.      | K. Groves, C. Nesbitt, B. Schussler                                  | Kanada            | 3:01,41 |        |
| 6.      | R. Groenewold, D. Valkenburg, I. Wüst, J. Voorhuis                   | Holandia          | 3:02,04 | +0,63  |
| Finał D |                                                                      |                   |         |        |
| 7.      | J. Łobyszewa, A. Szabanowa, J. Szychowa, G. Lichaczowa               | Rosja             | 3:06,47 |        |
| 8.      | Lee Ju-yeon, Noh Seon-yeong, Park Do-yeong                           | Korea Południowa  | 3:06,96 | +0,49  |

### Mężczyźni

#### 5000 m[13]
| Pozycja | Zawodnik            | Narodowość       | Czas    | Strata |
| ------- | ------------------- | ---------------- | ------- | ------ |
|         | Sven Kramer         | Holandia         | 6:14,60 |        |
|         | Lee Seung-hoon      | Korea Południowa | 6:16,95 | +2,35  |
|         | Iwan Skobriew       | Rosja            | 6:18,05 | +3,45  |
| 4.      | Håvard Bøkko        | Norwegia         | 6:18,80 | +4,20  |
| 5.      | Bob de Jong         | Holandia         | 6:19,02 | +4,42  |
| 6.      | Alexis Contin       | Francja          | 6:19,58 | +4,98  |
| 7.      | Enrico Fabris       | Włochy           | 6:20,53 | +5,93  |
| 8.      | Henrik Christiansen | Norwegia         | 6:24,80 | +10,20 |
| 9.      | Jan Blokhuijsen     | Holandia         | 6:26,30 | +11,70 |
| 10.     | Sverre Haugli       | Norwegia         | 6:27,05 | +12,45 |

#### 500 m[14]
| Pozycja | Zawodnik             | Narodowość       | Czas   | Strata |
| ------- | -------------------- | ---------------- | ------ | ------ |
|         | Mo Tae-bum           | Korea Południowa | 69,82  |        |
|         | Kei'ichirō Nagashima | Japonia          | 69,98  | +0,16  |
|         | Jōji Katō            | Japonia          | 70,01  | +0,19  |
| 4.      | Lee Kang-seok        | Korea Południowa | 70,041 | +0,22  |
| 5.      | Mika Poutala         | Finlandia        | 70,044 | +0,22  |
| 6.      | Jan Smeekens         | Holandia         | 70,21  | +0,39  |
| 7.      | Yu Fengtong          |                  | 70,23  | +0,41  |
| 8.      | Jamie Gregg          | Kanada           | 70,26  | +0,44  |
| 9.      | Jeremy Wotherspoon   | Kanada           | 70,282 | +0,46  |
| 10.     | Zhang Zhongqi        |                  | 70,288 | +0,46  |

#### 1000 m[15]
| Pozycja | Zawodnik         | Narodowość        | Czas    | Strata |
| ------- | ---------------- | ----------------- | ------- | ------ |
|         | Shani Davis      | Stany Zjednoczone | 1:08,94 |        |
|         | Mo Tae-bum       | Korea Południowa  | 1:09,12 | +0,18  |
|         | Chad Hedrick     | Stany Zjednoczone | 1:09,32 | +0,38  |
| 4.      | Stefan Groothuis | Holandia          | 1:09,45 | +0,51  |
| 5.      | Mark Tuitert     | Holandia          | 1:09,48 | +0,54  |
| 6.      | Simon Kuipers    | Holandia          | 1:09,65 | +0,71  |
| 7.      | Nick Pearson     | Stany Zjednoczone | 1:09,79 | +0,85  |
| 8.      | Mika Poutala     | Finlandia         | 1:09,85 | +0,91  |
| 9.      | Lee Kyu-hyeok    | Korea Południowa  | 1:09,92 | +0,98  |
| 10.     | Trevor Marsicano | Stany Zjednoczone | 1:10,11 | +1,17  |

#### 1500 m[16]
| Pozycja | Zawodnik              | Narodowość        | Czas    | Strata |
| ------- | --------------------- | ----------------- | ------- | ------ |
|         | Mark Tuitert          | Holandia          | 1:45,57 |        |
|         | Shani Davis           | Stany Zjednoczone | 1:46,10 | +0,53  |
|         | Håvard Bøkko          | Norwegia          | 1:46,13 | +0,56  |
| 4.      | Iwan Skobriew         | Rosja             | 1:46,42 | +0,85  |
| 5.      | Mo Tae-bum            | Korea Południowa  | 1:46,47 | +0,90  |
| 6.      | Chad Hedrick          | Stany Zjednoczone | 1:46,69 | +1,12  |
| 7.      | Simon Kuipers         | Holandia          | 1:46,76 | +1,19  |
| 8.      | Mikael Flygind Larsen | Norwegia          | 1:46,77 | +1,20  |
| 9.      | Denny Morrison        | Kanada            | 1:46,93 | +1,36  |
| 10.     | Enrico Fabris         | Włochy            | 1:47,02 | +1,45  |

#### 10 000 m[17]
| Pozycja | Zawodnik            | Narodowość        | Czas     | Strata |
| ------- | ------------------- | ----------------- | -------- | ------ |
|         | Lee Seung-hoon      | Korea Południowa  | 12:58,55 |        |
|         | Iwan Skobriew       | Rosja             | 13:02,07 | +3,52  |
|         | Bob de Jong         | Holandia          | 13:06,73 | +8,18  |
| 4.      | Alexis Contin       | Francja           | 13:12,11 | +13,56 |
| 5.      | Håvard Bøkko        | Norwegia          | 13:14,92 | +16,37 |
| 6.      | Sverre Haugli       | Norwegia          | 13:18,74 | +20,19 |
| 7.      | Henrik Christiansen | Norwegia          | 13:25,65 | +27,10 |
| 8.      | Jonathan Kuck       | Stany Zjednoczone | 13:31,78 | +33,23 |
| 9.      | Arjen van der Kieft | Holandia          | 13:33,37 | +34,82 |
| 10.     | Marco Weber         | Niemcy            | 13:35,73 | +37,18 |

#### Bieg drużynowy[18]
| Pozycja | Zawodnicy                                              | Narodowość        | Czas    | Strata | Uwagi |
| ------- | ------------------------------------------------------ | ----------------- | ------- | ------ | ----- |
| Finał A |                                                        |                   |         |        |       |
|         | M. Giroux, L. Makowsky, D. Morrison                    | Kanada            | 3:41,37 |        |       |
|         | B. Hansen, C. Hedrick, J. Kuck, T. Marsicano           | Stany Zjednoczone | 3:41,58 | +0,21  |       |
| Finał B |                                                        |                   |         |        |       |
|         | J. Blokhuijsen, S. Kramer, M. Tuitert, S. Kuipers      | Holandia          | 3:39,95 |        | OR    |
| 4.      | H. Bøkko, H. Christiansen, M. Larsen, F. van der Horst | Norwegia          | 3:40,50 | +0,55  |       |
| Finał C |                                                        |                   |         |        |       |
| 5.      | Ha Hong-sun, Lee Jong-woo, Lee Seung-hoon              | Korea Południowa  | 3:48,60 |        |       |
| 6.      | M. Anesi, E. Fabris, E. Ioriatti, L. Stefani           | Włochy            | 3:54,39 | +5,79  |       |
| Finał D |                                                        |                   |         |        |       |
| 7.      | J. Eriksson, D. Friberg, J. Röjler                     | Szwecja           | 3:46,18 |        |       |
| 8.      | S. Dejima, S. Doi, H. Hirako, T. Sugimori              | Japonia           | 3:49,11 | +2,93  |       |

## Klasyfikacja medalowa
| Miejsce | Państwo           | złoto | srebro | brąz | Razem |
| ------- | ----------------- | ----- | ------ | ---- | ----- |
| 1.      | Korea Południowa  | 3     | 2      | 0    | 5     |
| 2.      | Holandia          | 3     | 1      | 3    | 7     |
| 3.      | Kanada            | 2     | 1      | 2    | 5     |
| 4.      | Czechy            | 2     | 0      | 1    | 3     |
| 5.      | Niemcy            | 1     | 3      | 0    | 4     |
| 6.      | Stany Zjednoczone | 1     | 2      | 1    | 4     |
| 7.      | Japonia           | 0     | 2      | 1    | 3     |
| 8.      | Rosja             | 0     | 1      | 1    | 2     |
| 9.      | Chiny             | 0     | 0      | 1    | 1     |
| 9.      | Norwegia          | 0     | 0      | 1    | 1     |
| 9.      | Polska            | 0     | 0      | 1    | 1     |